# Звінгл (Айова)
Звінгл (англ. Zwingle) — місто (англ. city) в США, в округах Дюб'юк і Джексон штату Айова. Населення — 84 особи (2020).

## Географія
Звінгл розташований за координатами 42°17′49″ пн. ш. 90°41′15″ зх. д. / 42.29694° пн. ш. 90.68750° зх. д. (42.297076, -90.687407).  За даними Бюро перепису населення США в 2010 році місто мало площу 0,40 км², уся площа — суходіл.

## Демографія
Згідно з переписом 2010 року, у місті мешкала 91 особа в 45 домогосподарствах у складі 23 родин. Густота населення становила 225 осіб/км².  Було 49 помешкань (121/км²).
Расовий склад населення:
| - 100,0 % — білих |

До двох чи більше рас належало 0,0 %. Частка іспаномовних становила 0,0 % від усіх жителів.
За віковим діапазоном населення розподілялося таким чином: 16,5 % — особи молодші 18 років, 63,7 % — особи у віці 18—64 років, 19,8 % — особи у віці 65 років та старші. Медіана віку мешканця становила 38,5 року. На 100 осіб жіночої статі у місті припадало 102,2 чоловіків;  на 100 жінок у віці від 18 років та старших — 117,1 чоловіків також старших 18 років.
Середній дохід на одне домашнє господарство  становив 52 743 долари США (медіана — 42 292), а середній дохід на одну сім'ю — 60 250 доларів (медіана — 50 000). За межею бідності перебувало 17,6 % осіб, у тому числі 26,7 % дітей у віці до 18 років та 14,3 % осіб у віці 65 років та старших.
Цивільне працевлаштоване населення становило 63 особи. Основні галузі зайнятості: роздрібна торгівля — 28,6 %, виробництво — 20,6 %, оптова торгівля — 12,7 %, освіта, охорона здоров'я та соціальна допомога — 11,1 %.